# Moneron
Moneron (rusky Монерон, japonsky 海馬島, Kaibato, ainu: Todomoshiri) je ostrov sopečného původu ležící v severní části Japonského moře, 43 km jihozápadně od Sachalinu. Ostrov je součástí Ruské federace, má rozlohu 30 km², v současnosti je neobydlený; byl na něm zřízen mořský park a vstup je možný jen na povolení.

## Historie
Ainuové ostrov nazývali Totomoširi (Ostrov lvounů) V roce 1787 ho jako první Evropan navštívil Jean-François de La Pérouse a pojmenoval ho po členu své výpravy Paulu Méraultu Monneronovi. V letech 1905 až 1945 patřil ostrov Japonsku. V roce 1983 byl nedaleko Moneronu sestřelen let Korean Air 007.

## Přírodní poměry
Ostrov je skalnatý, většina původních lesů byla vykácena. Roste zde divoká réva, růže svraskalá a morušovník. Na ostrově jsou dvě řeky, Uso a Moneron, které vytvářejí četné vodopády. Podnebí je chladné, větrné. Teplý Cušimský proud umožňuje bohatý život v okolním moři — typickým představitelem je lachtan ušatý. Na Moneronu hnízdí množství mořských ptáků, především buřňáčků.